# Première bataille de Corinth
Ne doit pas être confondu avec Seconde bataille de Corinth.
Guerre de Sécession
Batailles
Campagne de Shiloh
- Belmont
- Fort Henry
- Fort Donelson
- Shiloh
- Corinth

La première bataille de Corinth (aussi connue sous le nom de siège de Corinth) est une bataille de la guerre de Sécession qui se déroula du 29 avril au 10 juin 1862, à Corinth dans le Mississippi. Elle se solda par la victoire de l'Armée du Mississippi (unioniste) du major general John Pope et la prise de la ville stratégique de Corinth.

## Sources
- (en) « National Park Service battle description », National Park Service (consulté le 8 novembre 2007)
- (en) « Reading 1: The Siege of Corinth », National Park Service (consulté le 8 novembre 2007)
- (en) Thomas W. Knox, « Camp-Fire and Cotton-Field: Southern Adventure in Time of War. Life with the Union Armies, and Residence on a Louisiana Plantation - Chapter XV. Shiloh and the Siege of Corinth », Projet Gutenberg